# ジュール・ルブラン
ジュリアナ・グレース・ルブラン (Julianna Grace LeBlanc、2004年12月5日 -) は、アメリカ合衆国のYouTuber、俳優、歌手と元体操選手。